# USS Tennessee (BB-43)
USS Tennessee (BB-43) là một thiết giáp hạm của Hải quân Hoa Kỳ trong Thế chiến II, là chiếc dẫn đầu trong lớp tàu của nó, và là chiếc tàu chiến thứ ba của hải quân Mỹ được đặt cái tên này nhằm tôn vinh tiểu bang thứ 16. Nó từng bị hư hại trong vụ tấn công Trân Châu Cảng ngày 7 tháng 12 năm 1941, nhưng được sửa chữa và tiếp tục hoạt động tại mặt trận Thái Bình Dương cho đến hết Thế chiến II. Nó được cho ngừng hoạt động vào ngày 14 tháng 2 năm 1947, bị xóa đăng bạ vào ngày 1 tháng 3 năm 1959, và bị bán để tháo dỡ vào ngày 10 tháng 7 năm 1959.

## Thiết kế và chế tạo

### Thiết kế
Tennessee cùng với chiếc tàu chị em với nó California (BB-44) là những thiết giáp hạm Mỹ đầu tiên có sườn tàu được thiết kế theo kiểu "hậu-Jutland". Nhờ kết quả của việc nghiên cứu và thử nghiệm một cách rộng rãi, việc bảo vệ sườn tàu bên dưới mực ngấn nước được cải tiến đáng kể so với các lớp thiết giáp hạm trước đó; và cả dàn pháo chính lẫn pháo hạng hai đều được trang bị hệ thống kiểm soát hỏa lực. Lớp thiết giáp hạm Tennessee và ba chiếc thuộc lớp Colorado tiếp theo sau có thể dễ dàng nhận biết bởi hai cột buồm lớn chống đỡ hệ thống kiểm soát hỏa lực lớn bên trên. Đặc tính này giúp phân biệt năm chiếc thiết giáp hạm nhóm "Big Five" so với những chiếc còn lại cho đến tận Thế chiến II. Vì các tháp pháo chính 356 mm (14 inch) của Tennessee có thể nâng lên cho đến 30o thay vì chỉ 15o trên những thiết giáp hạm trước đó, tầm bắn của những khẩu pháo này được tăng thêm 9.100 m (10.000 yard). Thêm vào đó, các thiết giáp hạm bắt đầu chở theo thủy phi cơ để hiệu chỉnh bắn pháo ở tầm xa, khả năng của Tennessee có thể bắn "bên kia đường chân trời" có một giá trị thực tiễn.

### Chế tạo
Nó được đặt lườn vào ngày 14 tháng 5 năm 1917 tại xưởng hải quân New York. Nó được hạ thủy vào ngày 30 tháng 4 năm 1919 dưới sự đỡ đầu của Helen Lenore Roberts, con gái của Thống đốc tiểu bang Tennessee Albert H. Roberts, và được đưa vào hoạt động ngày 3 tháng 6 năm 1920 dưới sự chỉ huy của Thuyền trưởng Richard H. Leigh.

## Lịch sử hoạt động

### 1920–1941
Sau khi được trang bị, Tennessee thực hiện các chuyến chạy thử máy tại Long Island từ ngày 15 đến ngày 23 tháng 10 năm 1920. Trong khi Tennessee còn ở tại New York, một trong những máy phát điện dịch vụ 300 Kw của nó bị nổ vào ngày 30 tháng 10, phá hủy toàn bộ phần đuôi turbine của máy tàu và làm bị thương hai người. Các cuộc sửa chữa cần thiết được thực hiện, cho phép chiếc thiết giáp hạm rời New York ngày 26 tháng 2 năm 1921 thực hiện các cuộc chạy thử tại vịnh Guantánamo. Sau đó nó di chuyển lên phía Bắc hướng đến Virginia Capes và đến Hampton Roads ngày 19 tháng 3. Tennessee thực hiện các cuộc bắn pháo thử nghiệm để hiệu chỉnh tại Dahlgren, Virginia rồi vào ụ tàu ở Boston trước khi bước vào đợt chạy thử hết tốc độ ngoài khơi Rockland, Maine. Hai trong số 14 khẩu pháo 127 mm (5 inch)/51 caliber được tháo bỏ. Sau khi ghé qua New York, nó hướng về phía Nam, đi qua kênh đào Panama, và vào ngày 17 tháng 6, đến San Pedro, California, cảng nhà mới của nó, nơi nó sẽ phục vụ trong 19 năm sau đó.
Tại đây, nó gia nhập Lực lượng Thiết giáp hạm thuộc Hạm đội Thái Bình Dương. Đến năm 1922, Hạm đội Thái Bình Dương được đổi tên thành Hạm đội Thiết giáp hạm (đổi tên thành Lực lượng Thiết giáp hạm vào năm 1931) thuộc Hạm đội Hoa Kỳ. Trong hai thập niên tiếp theo, đội thiết giáp hạm của Hạm đội là hạt nhân thống lĩnh lực lượng tàu nổi của Hải quân, và Tennessee phục vụ tại đây cho đến khi Thế Chiến II bùng nổ.
Các hoạt động theo chu kỳ hàng năm trong thời bình cùng với đội thiết giáp hạm bao gồm việc huấn luyện, bảo trì và tập trận sẵn sàng chiến đấu. Nó tham gia tranh đua thực hành tác xạ pháo và thực hành kỹ thuật, cũng như tham gia tập trận "vấn đề hạm đội", cuộc tập trận quy mô lớn trong đó hầu hết hoặc tất cả các tàu chiến Hạm đội Mỹ được chia ra các phe đối địch và được đề ra một loạt các tình huống chiến lược và chiến thuật để giải quyết. Bắt đầu với Vấn đề Hạm đội I vào năm 1923 và được tiếp tục cho đến Vấn đề Hạm đội XXI vào tháng 4 năm 1940, Tennessee có một vai trò nổi bật trong các cuộc tập trận này.
Trong năm 1925, nó tham gia cuộc tập trận cơ động phối hợp Lục quân-Hải quân nhằm thử nghiệm việc phòng thủ quần đảo Hawaii trước khi thăm viếng hữu nghị Australia và New Zealand. Các đợt thực hành chiến thuật và vấn đề hạm đội tiếp theo sau đưa Tennessee từ Hawaii đến Caribbe và Đại Tây Dương, và từ vùng biển Alaska đến Panama. Các khẩu pháo phòng không 76 mm (3 inch) nguyên thủy được thay thế bằng tám khẩu pháo 127 mm (5 inch)/25 caliber trong những năm 1929– 1930.
Vấn đề Hạm đội XXI được tiến hành tại vùng biển Hawaii trong mùa Xuân năm 1940. Cuối đợt tập trận, lực lượng thiết giáp hạm không quay trở về San Pedro; nhưng theo chỉ thị của Tổng thống Roosevelt, căn cứ hoạt động của chúng được chuyển đến Trân Châu Cảng với hy vọng hành động này có thể ngăn cản sự bành trướng của Nhật Bản tại Viễn Đông. Sau một đợt đại tu tại Xưởng hải quân Puget Sound sau khi kết thúc Vấn đề Hạm đội XXI, Tennessee đi đến căn cứ mới của nó vào ngày 12 tháng 8 năm 1940. Do tình hình thế giới ngày càng trở nên tồi tệ, cuộc tập trận Vấn đề Hạm đội XXII dự định tiến hành vào mủa Xuân năm 1941 bị hủy bỏ. Vì thế, hoạt động của Tennessee trong những tháng hòa bình cuối cùng chỉ là những hoạt động ở quy mô nhỏ.

### Thế Chiến II: 1941-1943

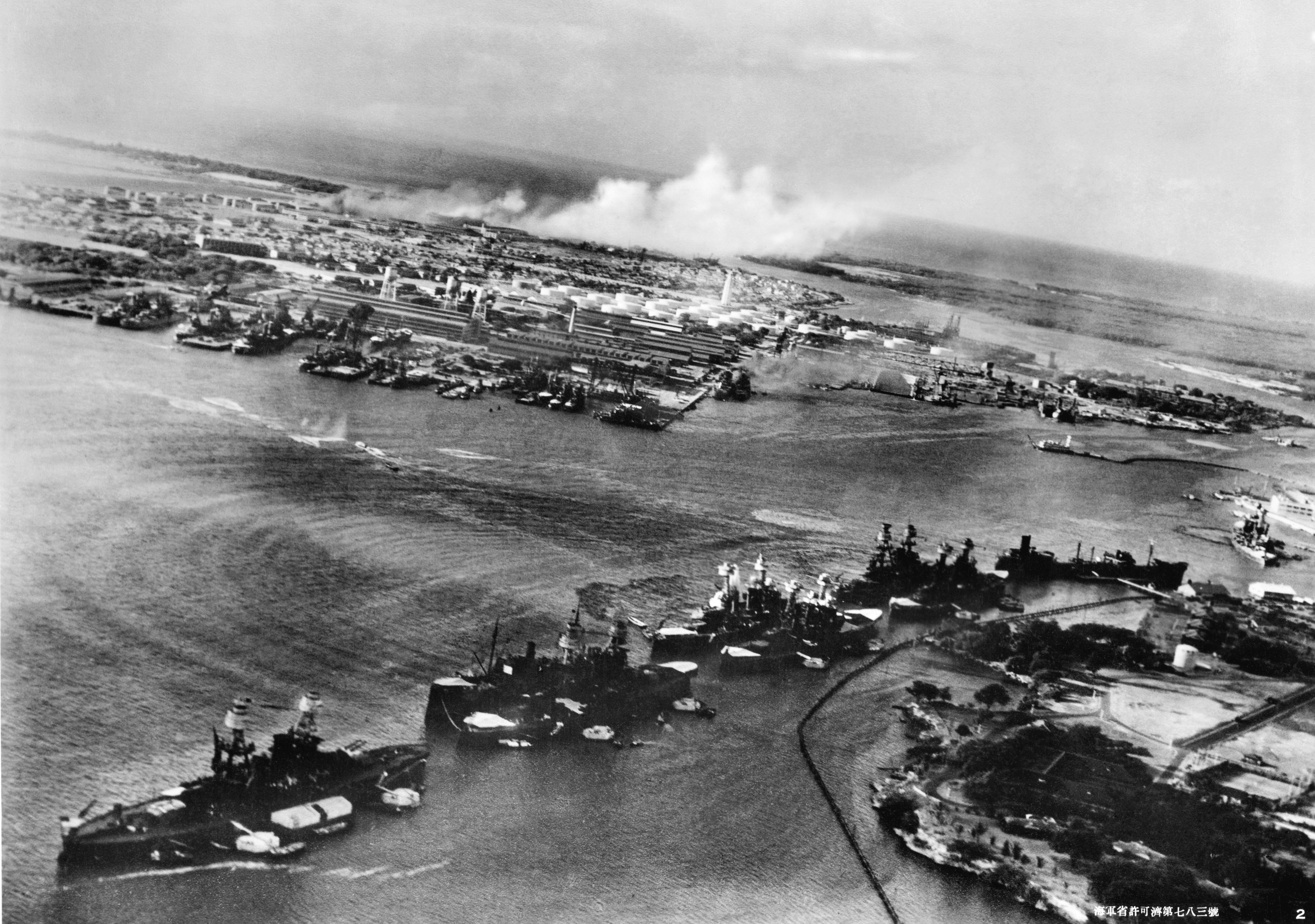
Máy bay ném ngư lôi Nhật đang tấn công vào "Hàng Thiết giáp hạm" tại Trân Châu Cảng, ngày 7 tháng 12 năm 1941. Tennessee neo đậu ở phía trước, thứ ba kể từ bên trái, gần bờ. Chiếc West Virginia neo đậu bên cạnh.

Sáng ngày 7 tháng 12 năm 1941, Tennessee neo đậu bên mạn phải của "Hàng Thiết giáp hạm", tên đặt cho dãi nước sâu thuận tiện cho việc neo đậu các tàu có lượng rẽ nước lớn, nằm dọc theo mặt Đông Nam của đảo Ford tại Trân Châu Cảng.
Trong quá trình trận tấn công Trân Châu Cảng, Tennessee đã xoay xở đưa vào hoạt động các khẩu pháo phòng không và tìm cách bảo vệ cảng trong phạm vi có thể. Tennessee bị đánh trúng hai quả bom xuyên thép nổ ở tầm sâu. Quả đầu tiên đánh trúng khẩu pháo giữa của tháp súng số 2 khiến cả ba khẩu pháo đều không thể hoạt động. Quả thứ hai xuyên qua nóc tháp súng số 3 và làm hư hại khẩu súng bên trái. Tennessee chịu một cơn mưa mảnh đạn khi hầm đạn của chiếc Arizona nổ tung và phần đuôi tàu bị chìm ngập trong biển lửa do dầu máy bị tràn ra từ chiếc Arizona. Sau khi được sửa chữa sơ bộ tại Trân Châu Cảng, Tennessee quay về Xưởng hải quân Puget Sound để được sửa chữa triệt để.
Ngoài việc sửa chữa các hư hỏng, chiếc thiết giáp hạm còn được nâng cấp hỏa lực pháp phòng không và trang bị các radar tìm kiếm và kiểm soát hỏa lực; cũng như các cải biến khác để nâng cao khả năng sống sót của con tàu.
Vào ngày 26 tháng 2 năm 1942, Tennessee rời Puget Sound sau khi hoàn tất việc sửa chữa. Sau khi về đến San Francisco, California, nó bắt đầu một giai đoạn thực hành huấn luyện khẩn trương cùng Lực lượng Đặc nhiệm 1 dưới quyền chỉ huy của Chuẩn Đô đốc William S. Pye, bao gồm những chiếc thiết giáp hạm đang sẵn có của Hạm đội Thái Bình Dương và các tàu khu trục hộ tống.
Khi các trận hải chiến thay đổi từ phương thức giáp chiến giữa các chiến hạm nổi sang kiểu đối đầu giữa các lực lượng tàu sân bay nhanh, những chiếc thiết giáp cũ như kiểu Tennessee trở nên quá chậm chạp không thể theo kịp những tàu sân bay hiện đại. Tennessee trải qua một thời gian cùng Lực lượng Đặc nhiệm 1 tuần tra khu vực Đông Thái Bình Dương do mối lo ngại rằng lực lượng hạm đội Nhật có thể liều lĩnh thực hiện một "đòn không kích cuối cùng" vào bờ Tây nước Mỹ.
Vào ngày 1 tháng 8 năm 1942, Tennessee lên đường rời San Francisco cùng Lực lượng Đặc nhiệm 1. Sau một tuần thực tập, những chiếc thiết giáp hạm hợp cùng tàu sân bay Hornet (CV-8) lên đường đi đến khu vực Nam Thái Bình Dương hỗ trợ cho chiến dịch Guadalcanal, và hộ tống chiếc tàu sân bay đến tận Hawaii. Đi đến Trân Châu Cảng ngày 14 tháng 8, Tennessee quay trở về Puget Sound ngày 27 tháng 8 để được hiện đại hóa.

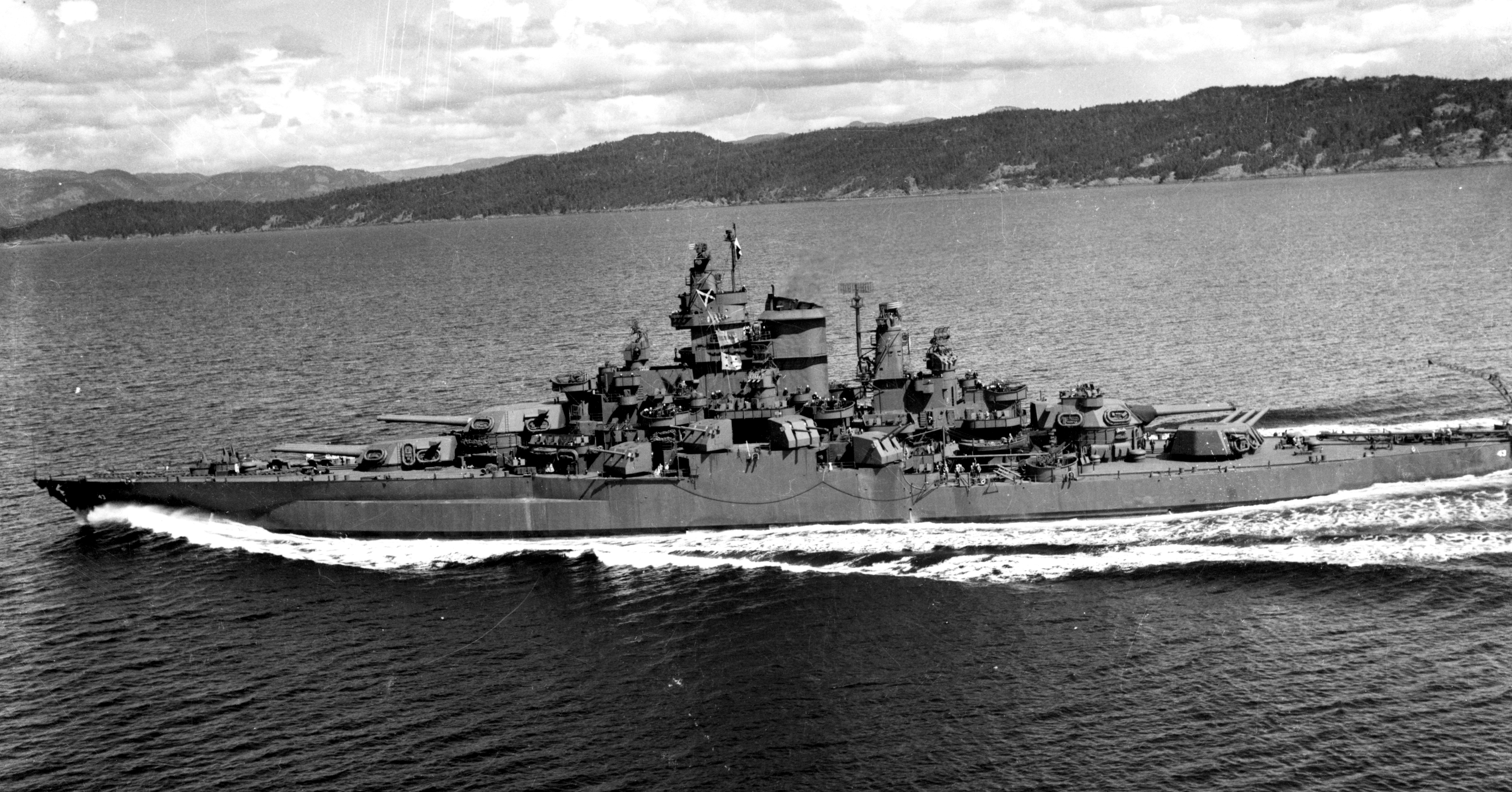
USS Tennessee sau khi được cải tạo lại năm 1943.

Vào lúc Tennessee rời Xưởng hải quân Puget Sound ngày 7 tháng 5 năm 1943, nó mang một dáng vẻ hoàn toàn mới khác biệt hẳn so với trước đây. Việc cải biến đã tăng cường sự bảo vệ chống lại ngư lôi nhờ các ngăn kín nước bên trong được sắp xếp lại và cải tiến, một thiết kế cấu trúc thượng tầng gọn gàng hơn giúp vào công việc kiểm tra và chỉ huy trong khi lại ít gây trở ngại cho hỏa lực phòng không. Bản thân các khẩu pháo phòng không cùng radar kiểm soát hỏa lực cũng được nâng cấp. Hệ thống pháo hạng hai nguyên thủy gồm các khẩu pháo 127 mm (5 inch)/51 cùng kiểu súng phòng không 127 mm (5 inch)/25 được thay thế bằng 16 khẩu pháo đa dụng 127 mm (5 inch)/38 bố trí thành tám tháp súng đôi và được điều khiển bằng bốn hệ thống kiểm soát hỏa lực Mk 37.
Ngày 31 tháng 5 năm 1943, Tennessee lên đường hướng đến Alaska và tham chiến tại quần đảo Aleut. Trong khi thực hiện nhiệm vụ hỗ trợ từ phía biển cho lực lượng đổ bộ, lực lượng Hải quân Nhật đã không gây ngăn trở gì. Thay vào đó, chiếc thiết giáp hạm đã sử dụng những khẩu pháo mạnh mẽ của nó áp chế các vị trí trên bờ của đối phương. Đó là một nhiệm vụ mà nó sẽ thực hiện trong suốt cuộc chiến. Quần đảo Aleut lại nằm trong vòng kiểm soát của lực lượng Hoa Kỳ, và chiếc thiết giáp hạm quay trở về cảng nhà San Francisco vào ngày 31 tháng 8. Sau đó Tennessee bước vào một giai đoạn luyện tập khẩn trương.
Nhiệm vụ tiếp theo của Tennessee là hỗ trợ cuộc tấn công Betio trong Trận Tarawa. Từ ngày 20 đến ngày 23 tháng 11 năm 1943, trận chiến diễn ra dưới sự yểm trợ của các khẩu pháo trên chiếc Tennessee, và nó cũng phối hợp cùng các tàu chiến khác trong việc đánh chìm chiếc tàu ngầm Nhật I-35. Chập tối ngày 3 tháng 12, Tennessee rời khu vực chiến sự quay về Trân Châu Cảng rồi tiếp tục đi đến San Francisco. Tại đây nó được nhanh chóng sơn lại màu ngụy trang theo kiểu "Dazzle". Từ ngày 29 tháng 12 năm 1943, Tennessee bắt đầu khẩn trương thực tập tác xạ, nả pháo xuống đảo San Clemente nhằm chuẩn bị cho đợt tấn công quần đảo Marshall.

### 1944

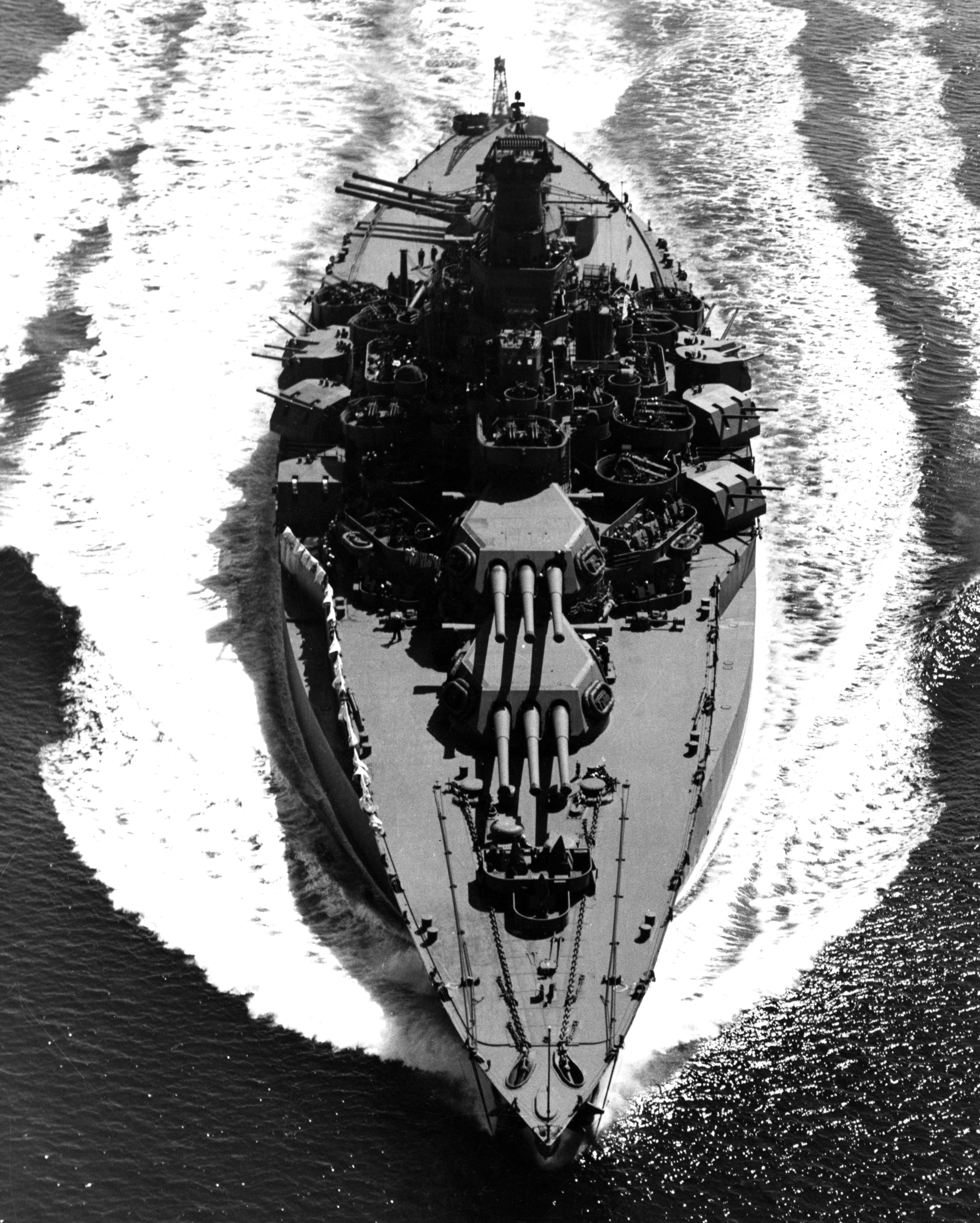
USS Tennessee trên đường đi

Sáng sớm ngày 13 tháng 1 năm 1944, Tennessee khởi hành đi Hawaii cùng Phân đội Đặc nhiệm 58.5.1, và thả neo tại Lahaina Roads ngoài khơi Maui ngày 21 tháng 1. Ngày hôm đó, con tàu được thị sát bởi một nhóm quan chức Bộ Hải quân do Thứ trưởng James Forrestal dẫn đầu. Ngày 29 tháng 1, Tennessee, cùng với Forrestal trên tàu, hướng đến quần đảo Marshall.
Đến nơi ngày 31 tháng 1 năm 1944, Tennessee tiến hành bắn phá các hòn đảo hỗ trợ cho lực lượng trên bờ và phá hủy nhiều khẩu đội pháo duyên hải cùng một kho đạn Nhật tại Namur. Vào ban đêm, lực lượng trên bờ nhiều lần gọi điện yêu cầu hỗ trợ chiếu sáng. Các tàu khu trục sử dụng các đèn chiếu sáng rọi vào các khu vực do quân Nhật chiếm giữ, trong khi các khẩu pháo 127 mm (5 inch) trên Tennessee bắn nhiều đạn pháo sáng. Nhiều lúc chiếc thiết giáp hạm tiến sát vào các mục tiêu, như vào buổi trưa ngày 20 tháng 2, nó đã áp chế hệ thống phòng ngự bờ biển bằng các khẩu pháo 40 mm.
Ngày 23 tháng 2 năm 1944, Tennessee khởi hành đi Majuro. Tại đây, nó sáp nhập với các thiết giáp hạm New Mexico (BB-40), Mississippi (BB-41), và Idaho (BB-42) dưới quyền chỉ huy của Chuẩn Đô đốc Robert M. Griffin. Những chiếc tàu chiến rời Majuro ngày 15 tháng 3 cùng hai tàu sân bay hộ tống và 15 khu trục.
Mục tiêu của chúng là các căn cứ không quân và hải quân tại Kavieng ở mỏm cực Bắc của đảo New Ireland. Quần đảo Bismarck, với hai đảo lớn New Britain và New Ireland, nằm về phía Đông New Guinea. Rabaul, giờ đây trở thành căn cứ chủ lực của Nhật Bản của vòng đai phòng thủ phía ngoài, ở rìa phía Đông của New Britain, ở đối diện New Ireland phía bên kia một eo biển hẹp. Khoảng 386 km (240 dặm) về phía Tây Bắc Rabaul, phía bên kia biển Bismarck, là nhóm quần đảo nhỏ Admiralty.
Một lần nữa các khẩu pháo lớn của Tennessee lại dội lửa lên các vị trí của quân Nhật, phá hủy các khẩu đội pháo duyên hải và hỗ trợ cho lực lượng trên bộ đánh bại đối phương cũng như dội pháo xuống sân bay Nhật Bản và các mục tiêu khác.
Chiến dịch Forager, đòn tấn công lên quần đảo Mariana, được vạch kế hoạch gồm hai mũi gọng kìm. Lực lượng Đặc nhiệm 51 của Phó Đô đốc Richmond K. Turner được tổ chức lại thành một lực lượng tấn công phía Bắc (Lực lượng Đặc nhiệm 52) do ông đích thân chỉ huy, và một lực lượng tấn công phía Nam (Lực lượng Đặc nhiệm 53) dưới quyền chỉ huy của Chuẩn Đô đốc Richard Conolly. Lực lượng tấn công phía Bắc được tập trung tại Hawaii vào giữa tháng 5 năm 1944. Sau các đợt tổng dợt ngoài khơi Maui và Kahoolawe, nhóm hỗ trợ hỏa lực thứ nhất khởi hành đi Kwajalein trong khi lực lượng tàu vận tải đổ bộ tập trung tại Eniwetok. Ngày 10 tháng 6 năm 1944, Tennessee cùng đội đặc nhiệm của nó rời Kwajalein hướng đến Saipan.
Tại Saipan, ngoài vai trò bảo vệ hạm đội, Tennessee còn bắt đầu bắn phá một cách hệ thống khu vực đổ bộ được lựa chọn ở phần phía Nam bờ biển phía Tây Saipan để hỗ trợ cho các tàu quét mìn thực hiện việc rà phá mìn tại đó. Các đội công binh phá mìn (UDT: Underwater Demolition Team) tiếp cận bãi đổ bộ trên những con tàu nhỏ để do thám các bãi đổ bộ và lắp đặt các cột mốc radar làm các tiêu điểm cho cuộc đổ bộ ngày hôm sau. Tennessee đã tiến sát đến Agingan Point ở khoảng cách 2.700 m (3.000 yard) và khai hỏa các cỡ pháo 355 mm (14 inch), 127 mm (5 inch) và 40 mm.
Lực lượng Nhật Bản bắt đầu nã đạn cối và súng máy vào các đội công binh, trong khi đạn pháo bắt đầu nổ quanh các con tàu yểm trợ từ các khẩu đội pháo ở Tinian gần đó. Tàu tuần dương Cleveland (CL-55) được an toàn, trong khi California và tàu khu trục Braine (DD-630) trúng đạn. Tennessee khai hỏa phản pháo vào lực lượng phòng thủ đang đối đầu với những đội công binh, và các khẩu pháo chính của nó nhắm vào Tinian. Ngay sau giữa trưa, nó di chuyển về phía Tây Bắc để nả pháo các vị trí kiên cố Nhật Bản tại Afetna Point, gần trung tâm khu vực đổ bộ.
Vị trí chiến đấu của Tennessee ở phần cực Nam của bãi đổ bộ, và trong đợt tấn công đổ bộ đầu tiên, pháo của nó liên tục nhắm vào vị trí này dọn đường cho cánh phải của Sư đoàn 4 Thủy quân Lục chiến chiến đấu mở đường lên bờ. Các khẩu pháo 120 mm (4,7 inch) Nhật Bản bố trí trong các hang động tại Tinian bắn trả nhắm vào Tennessee. Chiếc thiết giáp hạm tiến hành phản pháo, nhưng loạt đạn thứ ba của đối phương đã bắn trúng ba phát. Một quả phá tung một tháp pháo 127 mm (5 inch) nòng đôi, làm bùng phát một đám cháy nhưng được dập tắt chỉ trong vòng hai phút bởi đội kiểm soát hư hỏng và người của các khẩu đội lân cận. Quả thứ hai trúng vào mạn tàu, gây hư hại cho tấm thép ốp ngoài, nhưng sự hư hại được ngăn ngừa nhờ đai giáp bảo vệ chính. Quả thứ ba xé toang một lỗ hổng tại phần sau của sàn tàu chính, tung ra một cơn mưa mảnh đạn xuống hầm tàu bên dưới. Tám người tử trận do các mảnh đạn, và 26 người khác bị thương do mảnh đạn và bỏng. Tuy nhiên, những hư hại trên không thể ngăn cản Tennessee tiếp tục thực hiện nả pháo theo yêu cầu nhằm giúp phá vỡ cuộc phản công của quân Nhật gần Agingan Point trước khi chiếc thiết giáp hạm rời vị trí chiến đấu để sửa chữa khẩn cấp các hỏng hóc. Vào buổi chiều và tối hôm đó, nó chiếm lấy vị trí hỗ trợ cho các tàu vận chuyển. Bốn máy bay ném bom bổ nhào Nhật tấn công các tàu bè lân cận vào lúc 18 giờ 46 phút, và các khẩu đội pháo 127 mm (5 inch) của Tennessee đã nổ súng nhưng không bắn trúng chiếc nào. Đêm hôm đó, đài phát thanh Tokyo thông báo thắng lợi của họ tại Saipan, cho rằng họ đã đánh chìm được một thiết giáp hạm được nhận diện "có thể là New Jersey".
Chiếc Tennessee "bị đánh chìm" quay về eo biển Saipan ngày hôm sau. Nhiều cuộc phản công của quân Nhật bị đánh chặn trong đêm đó, và hỏa lực yểm trợ của Tennessee đã giúp lực lượng Thủy quân Lục chiến tổ chức lại và củng cố bãi đổ bộ của họ. Đêm 22 tháng 6, Tennessee khởi hành đi Eniwetok, nơi chiếc Hector (AR-7) thực hiện sửa chữa các hư hại trong chiến đấu của nó trong khi cuộc chiến tại Saipan đi đến hồi kết thúc vào ngày 9 tháng 7. Điểm đến kế tiếp của nó là Guam.
Ngày 20 tháng 7, chiếc thiết giáp hạm tham gia một đợt bắn phá mang tính hệ thống vốn đã được bắt đầu vào ngày 8 tháng 7, được vạch kế hoạch cẩn thận nhằm vô hiệu hóa sức kháng cự của đối phương trong khi cố gắng giữ an toàn cho dân cư tại Chamorros trên hòn đảo. Một lần nữa Tennessee hỗ trợ hỏa lực ban ngày và bắn pháo sáng ban đêm yểm trợ cho lực lượng đổ bộ lên đảo. Quần đảo Palau là mục tiêu tiếp theo sau của Tennessee. Đây không phải là một đảo san hô mà là một cụm kéo dài các đảo phía Bắc đường xích đạo ở về phía cực Tây của quần đảo Caroline. Trận Peleliu là một trong những trận đánh quyết liệt nhất tại Mặt trận Thái Bình Dương, và sự kháng cự có tổ chức của đối phương chỉ có thể dập tắt vào tận tháng 11 với tổn thất lớn về nhân mạng. Mục tiêu của Tennessee là hòn đảo Angaur nhỏ hơn cách Peleliu vài dặm về phía Nam. Sáng ngày 12 tháng 9, Tennessee và Pennsylvania cùng bốn tàu tuần dương hạng nhẹ và năm tàu khu trục bắt đầu một cuộc bắn phá kéo dài trong khi các tàu sân bay cùng thực hiện vai trò của mình.
Chiếc thiết giáp hạm nhận được lệnh triệt phá một ngọn hải đăng bằng đá nổi bật trên bờ biển phía Tây của đảo Angaur để quân Nhật không thể sử dụng nó trong việc trinh sát pháo binh. Mười hai phát đạn 356 mm (14 inch) đã được ngắm vào nó, xới tung cả khu vực chung quanh, và ba phát đã trúng đích nhưng không thể đánh sập ngôi tháp. Công việc bắn phá các mục tiêu khác đã khiến Tennessee bận rộn suốt ba ngày tiếp theo sau. Tennessee sẵn sàng ngoài khơi Peleliu vào buổi sáng ngày 15 tháng 9 phòng ngừa trường hợp hỏa lực pháo của nó cần thiết để hỗ trợ cho lực lượng tấn công đổ bộ. Khi công việc này hoàn tất, nó quay trở lại vào chiều tối ngày 16 tháng 9 để thanh toán nốt ngọn hải đăng ngoan cố trước khi diễn ra cuộc đổ bộ vào buổi sáng ngày hôm sau.
Tennessee nhổ neo vào ngày 12 tháng 10 lên đường hướng đến vịnh Leyte. Dưới sự chỉ huy tối cao của Tướng MacArthur, lực lượng Đệ Thất hạm đội của Phó đô đốc Thomas Kinkaid vận chuyển hai quân đoàn Lục Quân đến khu vực tấn công.
Lúc 06 giờ 09 phút sáng ngày 18 tháng 10, Tennessee cùng với lực lượng yểm trợ hỏa lực tiến qua eo biển giữa các đảo Homonhon và Dinagat. Máy cắt dây mìn ngầm được giăng ra hai bên lườn tàu trong khi Thủy quân Lục chiến trên thượng tầng tàu đánh chìm hoặc phá nổ những quả ngư lôi trôi nổi. Các con tàu quét mìn tiếp tục phần công việc còn lại trong khi những chiếc tàu chiến hạng nặng di chuyển chậm chạp dọc lên vịnh Leyte.
Cuộc đổ bộ được dự định thực hiện vào ngày 20 tháng 10, và vào lúc 06 giờ 00, Tennessee khai hỏa để vô hiệu hóa sự kháng cự của đối phương. Chiếc thiết giáp hạm tiếp tục thực hiện vai trò giúp đỡ ngoài khơi khu vực đổ bộ cho đến khi sự hỗ trợ hỏa lực không còn cần thiết, và hoạt động của không lực Nhật Bản ngày càng gia tăng buộc nó phải di chuyển vào khu vực đổ bộ để các khẩu pháo phòng không của nó có thể yểm trợ cho các tàu chở quân và vận tải.
Chiều tối ngày 21 tháng 10, trong khi đang nằm im trên biển dưới sự che phủ của một màn khói ngụy trang nhằm che chở khỏi bị máy bay tấn công, Tennessee bị chiếc tàu vận tải USS War Hawk (AP-168) đâm trúng gần phía đuôi tàu. Không có thương vong, và cấu trúc chắc chắn của thân tàu giúp cho nó ít bị thiệt hại, nhưng mệnh lệnh đưa ra cho một nhiệm vụ hỗ trợ hỏa lực ban đêm bị hủy bỏ.
Trong khi Tennessee hoạt động ngoài khơi đảo Leyte, Bộ Tổng tư lệnh Đế quốc Nhật Bản nhận ra quy mô của cuộc tấn công đang được tiến hành và đã quyết định chọn hòn đảo này làm nơi diễn ra trận hải chiến phản công quyết định: trận chiến vịnh Leyte. Kế hoạch của Nhật, dựa trên sự phối hợp về địa hình, tiếp liệu và sự thiếu sót một lực lượng tàu sân bay thích đáng, tung ra bốn mũi tấn công gọng kìm nhắm vào khu vực vịnh Leyte trong một nỗ lực nhằm tiêu diệt bằng mọi giá lực lượng đổ bộ Mỹ.
Một lực lượng tương đối yếu dưới quyền chỉ huy của Phó Đô đốc Shoji Nishimura, hướng đến phía Nam đảo Palawan và vượt qua biển Sulu để đi ngang giữa Mindanao và Leyte. Lực lượng của Nishimura sẽ vấp phải một lực lượng hỗn hợp các tàu chiến Mỹ, trong đó có Tennessee, trong trận chiến eo biển Surigao.
Khi chúng đi ngang mũi đảo Panaon vào lúc chiều tối ngày 24 tháng 10 và rạng sáng ngày 25 tháng 10, lực lượng Nhật Bản lọt vào một cái bẫy chết người do lực lượng của Đệ Thất hạm đội giăng ra. Chuẩn Đô đốc Jesse Oldendorf có trong tay sáu thiết giáp hạm: Mississippi, Maryland, West Virginia, Tennessee, California và Pennsylvania, tất cả ngoại trừ Mississippi đều là những cựu binh từng bị hư hại tại Trân Châu Cảng; bốn tàu tuần dương hạng nặng:USS Louisville (soái hạm), Portland, Minneapolis và HMAS Shropshire; bốn tàu tuần dương hạng nhẹ: USS Denver, Columbia, Phoenix và Boise; 28 tàu khu trục và 39 tàu tuần tra-ngư lôi PT.
Bên trên chiếc Tennessee, các quan sát viên có thể thấy được ánh lửa từ phía xa của các quả đạn pháo khi các tàu tuần tra-ngư lôi và tàu khu trục đụng độ cùng lực lượng Nhật Bản, và không lâu sau đã có thể nghe thấy tiếng nổ. Lúc 03 giờ 02 phút, radar của chiếc thiết giáp hạm bắt được tín hiệu của lực lượng Nishimura đang tiến đến gần ở khoảng cách 40.000 m (44.000 yard) và bắt đầu theo dõi chiếc dẫn đầu. Đó chính là soái hạm của hạm đội Nhật, thiết giáp hạm Yamashiro. Cùng với tàu tuần dương Mogami và tàu khu trục Shigure, đó là tất cả những gì còn lại của lực lượng Nhật Bản. Lúc 03 giờ 51 phút, Oldendorf ra lệnh cho các tàu tuần dương hai bên sườn nổ súng, và cuối cùng đến 03 giờ 56 phút, chiếc thiết giáp hạm khai hỏa ở khoảng cách 19.000 m (20.600 yard).
Hệ thống điều khiển hỏa lực bằng radar đã cho phép các thiết giáp hạm Mỹ có thể bắn trúng mục tiêu từ một khoảng cách mà phía Nhật không thể đáp trả do hệ thống điều khiển hỏa lực lạc hậu của họ. Những chiếc Yamashiro và Mogami bị phá hủy bởi các quả đạn pháo xuyên thép 356 mm (14 inch) và 406 mm (16 inch). Shigure quay mũi bỏ chạy, nhưng bị mất lái và chết đứng. Yamashiro chìm lúc 04 giờ 19 phút. Cho đến nay, Trận chiến eo biển Surigao là trận chiến của hàng thiết giáp hạm cuối cùng trong lịch sử hải quân; Yamashiro là thiết giáp hạm cuối cùng đối đầu một chiếc khác trong chiến trận, và là một trong số ít ỏi những chiếc bị đánh chìm bởi một thiết giáp hạm khác trong Thế Chiến II. Trong số bảy tàu chiến của Nishimura, chỉ còn lại Shigure sống sót.
Nhiều ngày tiếp theo sau đó là khoảng thời gian khá yên bình đối với Tennessee, cho dù quân Nhật tung ra nhiều cuộc không kích xuất phát từ đất liền nhắm vào lực lượng đang tập trung tại vịnh Leyte. Ngày 29 tháng 10, chiếc thiết giáp hạm khởi hành quay trở về Xưởng hải quân Puget Sound. Lần tái trang bị này không làm thay đổi nhiều dáng vẽ bên ngoài của Tennessee. Các khẩu pháo chính được nâng cấp hệ thống điều khiển hỏa lực với radar Mark 8, trong khi radar Mark 4 dùng cho các khẩu pháo 127 mm (5 inch) được thay thế bằng thiết bị kiểu phối hợp Mark 12 và Mark 22 đa mục đích. Sự hữu ích của Tennessee như một tàu phòng không được nâng cao nhờ việc bổ sung radar kiểu SP đo độ cao. Màu ngụy trang của nó được thay thế bằng lớp sơn cuối cùng màu xám đậm vốn được tính toán nhằm giảm thiểu sự phô bày trong các cuộc tấn công tự sát kamikaze, bắt đầu được sử dụng từ khi diễn ra việc tái chiếm Philippines và ngày càng được sử dụng rộng rãi trong mùa Đông năm 1944 và phần còn lại của năm 1945 tại Thái Bình Dương.

### 1945
Trong khi Tennessee được tái trang bị, các cuộc đổ bộ được thực hiện tại miền Trung Philippines và tại Luzon; và nhiệm vụ giải phóng Philippines đã sắp hoàn thành. Vào ngày 2 tháng 2 năm 1945, Tennessee lên đường hướng đến khu vực Tây Thái Bình Dương, ngang qua Trân Châu Cảng và Saipan, nó đến nơi kịp lúc để gia nhập lực lượng yểm trợ hỏa lực của Chuẩn Đô đốc W.H.P. Blandy tham gia trận Iwo Jima.
Sáng sớm ngày 16 tháng 2 năm 1945, nhiệm vụ hỗ trợ hỏa lực được giao đã đưa Tennessee đến khu vực dọc theo bờ biển Đông Nam đảo Iwo Jima. Các khẩu pháo chính 356 mm (14 inch) của nó nả vào sườn núi Suribachi ở tầm xa từ 2.000 m (2.200 yard) đến 5.500 m (6.000 yard) trong khi các khẩu pháo hạng hai nhắm vào các điểm cao phía Bắc bãi đổ bộ, các khẩu đội 40 mm nhắm vào các mục tiêu khác trên bãi đổ bộ và xác nhiều chiếc tàu Nhật bị đắm gần bờ; chúng từng được sử dụng làm nơi ẩn nấp cho các tay súng bắn tỉa và ổ súng máy tại Tarawa gây nhiều khó khăn lúc đổ bộ, và từ đó luôn được xem là những mối đe dọa tiềm tàng. Nhiều đám cháy bùng lên trên bờ, và một kho đạn trúng đạn phát nổ một cách ngoạn mục và bùng cháy trong nhiều giờ.
Sáng hôm sau, bắt đầu từ 08 giờ 03 phút, Tennessee cùng với Idaho và Nevada tiến sát bờ khoảng 2.700 m (3.000 yard) và bắt đầu khai hỏa. Những con tàu tiến quá gần bờ đến mức có một lúc Tennessee trúng phải hỏa lực bắn trả của một khẩu đội pháo duyên hải 127 mm (5 inch)/38 làm thiệt mạng một người và bị thương bốn người khác. Đến 10 giờ 25 phút, chiếc thiết giáp hạm được lệnh rút lui nhường chỗ cho lực lượng đổ bộ. Người ta nhận thấy là những loạt đạn từng phát một ở tầm gần, sử dụng cách "ngắm thẳng" qua kính ngắm, tỏ ra chính xác và hiệu quả. Khái niệm sử dụng hải pháo 356 mm (14 inch) để bắn tỉa có vẻ mới, nhưng xem ra khá hữu dụng.
Cuộc chiến trên bộ tại Iwo Jima tiếp diễn cho đến tận ngày 26 tháng 3, khi sự kháng cự ngoan cố của quân Nhật dần dần bị đẩy lui khỏi các vị trí mà họ tiếp tục phòng thủ cho đến người cuối cùng. Tennessee tham gia cuộc chiến đấu này cho đến ngày 7 tháng 3, khi nó khởi hành đi Ulithi, sau khi đã rót xuống Iwo Jima tổng cộng 1.370 quả đạn pháo 356 mm (14 inch), 6.380 quả đạn 127 mm (5 inch) và 11.481 quả đạn 40 mm. Tại Ulithi, nó bắt đầu chuẩn bị để hoạt động trong Chiến dịch Okinawa.

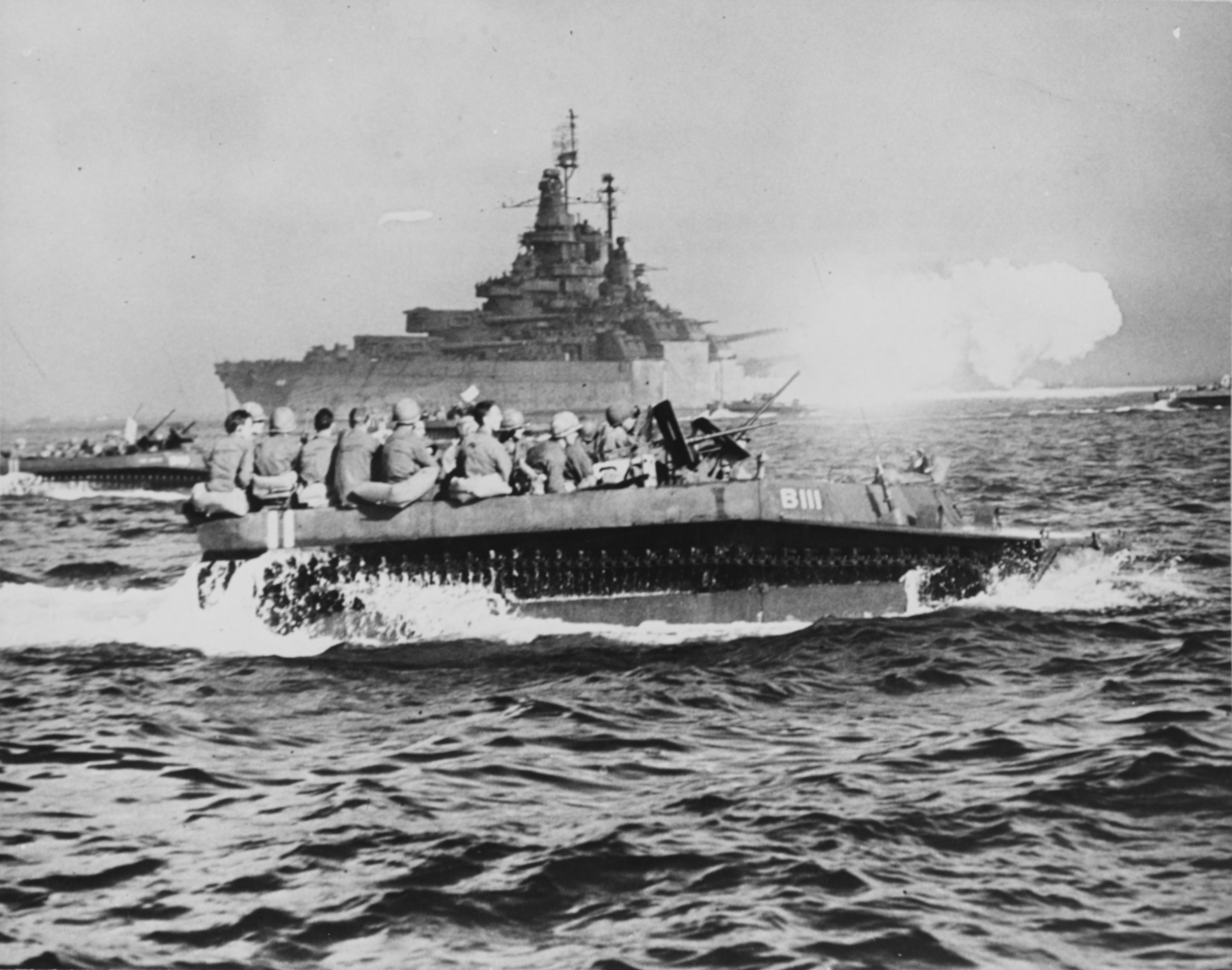
Tennessee đang nả pháo xuống Okinawa bằng các khẩu pháo chính 356 mm (14 inch) trong khi các xuồng đổ bộ đang đổ quân xuống bãi biển, 1 tháng 4 năm 1945.

Hoạt động của chiếc thiết giáp hạm ngoài khơi Okinawa bao gồm hỗ trợ hỏa lực vào đất liền và chống trả các đợt tấn công cảm tử kamikaze. Công việc trực chiến kéo dài nhiều giờ liền khiến mọi người căng thẳng và mệt mỏi, khi chiếc tàu chiến tuần tra dọc hòn đảo nả pháo vào mọi mục tiêu khả nghi, trong khi danh sách báo cáo về các cuộc tấn công tự sát ngày càng kéo dài.
Sự kháng cự trên hòn đảo chỉ kết thúc vào ngày 21 tháng 6. Trong thời gian đó, lực lượng Hải quân phải chiến đấu ngày đêm chống lại các cuộc tấn công tự sát kamikaze không ngừng nghỉ. Xế trưa ngày 12 tháng 4, thay cho nhiệm vụ hỗ trợ hỏa lực, Tennessee đang di chuyển trong đội hình phòng không khi năm chiếc máy bay kamikaze ló ra từ trong đám khói dày đặc bốc lên từ chiếc tàu khu trục Zellars (DD-777) và nhắm thẳng vào Tennessee. Bốn chiếc bị bắn rơi, ba chiếc cuối trong số đó chỉ còn cách chiếc thiết giáp hạm vài trăm mét. Chiếc cuối cùng bốc cháy do trúng đạn pháo 127 mm (5 inch) và bổ nhào một góc 45 độ xuống nước sát đuôi tàu. Cùng lúc đó, một máy bay ném bom bổ nhào Aichi A6M "Val" bay thấp bên mạn phải hướng thẳng đến cầu tàu của Tennessee. Các quan sát viên phát hiện chiếc "Val" từ khoảng cách 2.300 m (2.500 yard), và mọi vũ khí tự động trên tàu có khả năng đều khai hỏa. Một trong các bánh đáp cố định của chiếc máy bay bị bắn rời, và động cơ bắt đầu bốc khói.
Thoạt tiên nhắm vào tháp cột buồm phía trước của Tennessee, viên phi công Nhật lái chệnh đi và đâm vào cầu tàu. Xác máy bay cháy bùng trượt dọc về phía sau cấu trúc thượng tầng, cày nát các khẩu đội phòng không và dừng lại tại tháp pháo số 3. Nó mang theo một quả bom 113 kg (250 lb), và cùng với những gì còn lại của chiếc máy bay, xuyên qua sàn gỗ và phát nổ. Có tổng cộng hai mươi hai người chết cùng 107 người bị thương.
Tuy nhiên, những thiệt hại đó không đủ để loại Tennessee khỏi vòng chiến. Những người chết được mai táng trên biển, trong khi những người bị thương được chuyển sang chiếc tàu tải thương Pinkney (APH-2). Công việc sửa chữa khẩn cấp được tiến hành, và đến ngày 14 tháng 4, chiếc thiết giáp hạm lại tiếp tục nhiệm vụ hỗ trợ hỏa lực. Tennessee còn ở lại khu vực ngoài khơi Okinawa thêm hai tuần nữa.
Ngày 1 tháng 5, Đô đốc Deyo chuyển cờ hiệu của ông sang một tàu tuần dương, và Tennessee lên đường đi Ulithi. Tại đây, chiếc tàu sửa chữa Ajax (AR-6) thực hiện các công việc bảo trì cần thiết, thay thế các tấm thép bị hư hại trong chiến đấu và trang bị các khẩu đội pháo thay thế cho số đã bị mất. Ngày 3 tháng 6, chiếc thiết giáp hạm lên đường, và đi đến Okinawa vào ngày 9 tháng 6. Đến lúc này, những điều tồi tệ nhất đã qua đi, khi các đơn vị Lục quân tiến hành những trận đánh để tiêu diệt những ổ kháng cự cuối cùng của quân Nhật, và hỏa lực của Tennessee lại tỏ ra hữu ích trong việc yểm trợ. Cùng các thiết giáp hạm "cũ" khác, nó tiếp tục nhiệm vụ hỗ trợ cho đến khi sự kháng cự có tổ chức cuối cùng chấm dứt vào ngày 21 tháng 6.
Phó Đô đốc Oldendorf được đặt làm chỉ huy lực lượng hải quân tại quần đảo Ryukyus, và ông đặt cờ hiệu của mình trên Tennessee khi chiếc thiết giáp hạm hỗ trợ cho các chiến dịch quét mìn tại biển Đông Trung Quốc và tuần tra tại vùng biển ngoài khơi Thượng Hải trong khi các tàu sân bay hộ tống tung ra các đợt không kích dọc theo bờ biển Trung Quốc. Tennessee tiếp tục hoạt động tại khu vực này cho đến khi Nhật Bản tuyên bố đầu hàng, kết thúc cuộc xung đột tại Thái Bình Dương. Lúc đó chiếc thiết giáp hạm đang hoạt động ngoài khơi Okinawa và đang chuẩn bị để tham gia kế hoạch tấn công Nhật Bản.

### Sau chiến tranh
Nhiệm vụ cuối cùng của chiếc thiết giáp hạm trong chiến tranh là hỗ trợ cho cuộc đổ bộ lực lượng chiếm đóng lên Wakayama. Nó đến nơi vào ngày 23 tháng 9, rồi sau đó tiếp tục đến Yokosuka. Tại đây, thủy thủ đoàn của Tennessee có dịp nhìn thấy tận mắt xưởng tàu và căn cứ hoạt động một thời của Hải quân Đế quốc Nhật Bản trước khi lên đường đi Singapore vào ngày 16 tháng 10. Tại Singapore, Đô đốc Oldendorf chuyển cờ hiệu của ông lên chiếc tàu tuần dương Springfield (CL-66), và Tennessee tiếp tục chuyến hành trình dài quay trở về nhà ngang qua mũi Hảo Vọng.
Vào dịp kỷ niệm bốn năm ngày Nhật Bản tấn công Trân Châu Cảng, Tennessee đang thả neo tại Xưởng hải quân Philadelphia. Trong những năm đó, chiếc thiết giáp hạm đã bắn tổng cộng 9.347 quả đạn pháo 356 mm (14 inch), 46.341 quả đạn 127 mm (5 inch) và hơn 100.000 phát đạn phòng không.
Quá trình cắt giảm lực lượng Hải quân sau chiến tranh được tiến hành. Tennessee được xếp loại là cũ, cho dù vẫn còn hữu dụng, và được chọn để đưa về "hạm đội bỏ xó"; và vào năm 1946, được cho tiến hành bảo quản và chuẩn bị để ngưng hoạt động. Công việc tiến triển chậm chạp, do số lượng lớn các con tàu được đưa về dự bị và do thiếu nhân lực. Cuối cùng, vào ngày 14 tháng 2 năm 1947, cờ hiệu của Tennessee được hạ xuống lần cuối cùng khi nó được chính thức cho ngừng hoạt động.
Tennessee ở lại hạm đội dự bị thêm 12 năm nữa, khi thời gian trôi đi và kỹ thuật hải quân không ngừng tiến triển. Ngày 1 tháng 3 năm 1959, tên nó được xóa khỏi danh sách Đăng bạ Hải quân; và vào ngày 10 tháng 7 năm đó, nó được bán cho hãng Bethlehem Steel Company để tháo dỡ.
Tennessee được tặng thưởng Đơn vị Tuyên dương Hải quân và mười Ngôi sao Chiến đấu do thành tích hoạt động trong Thế Chiến II.